# 大苞鞘花
大苞鞘花（学名：Elytranthe albida）为桑寄生科大苞鞘花属下的一个种。